# Berlin (banda)
Berlin es una banda estadounidense de estilo synthpop, formada en California en 1979 y liderada por la cantante Terri Nunn.
Su canción más conocida a la fecha y más famosa mundialmente es «Take My Breath Away», de la banda sonora de la película Top Gun (1986), con la que ganó el Oscar a mejor canción además de que el film fue nominado a los premios Óscar en 1987.

## Historia
La banda Berlin fue formado en el Condado de Orange, California en 1979, por John Crawford (compositor de canciones, bajo y sintetizador), la cantante Terri Nunn y David Diamond (sintetizador y guitarra). Otros miembros de la banda incluyeron a Ric Olsen (guitarra), Matt Reid (sintetizador), Rod Learned (batería, 1979-1982) y Rob Brill (batería, 1982-1987). Su estilo estaba encuadrado dentro del naciente Tecno Pop, pop electrónico (o synth pop en inglés). 
El álbum debut fue llamado "Information", grabado en 1980 bajo la etiqueta I.R.S. Records, que contuvo su primer sencillo, "A matter of time", al que le siguió "Fascination", temas que no tuvieron mayor éxito. Para esa época Terri Nunn dejó temporalmente la agrupación para iniciar una carrera actoral, siendo reemplazada en aquella ocasión por Virginia Macolino, por casi un año.
Una vez con Nunn de regreso y en busca de mejores condiciones para darse a conocer, fueron fichados por la disquera independiente Enigma Records donde ellos tendrían su primer hit, la polémica canción “Sex (I'm A...)" (1982), que fue prohibida por algunas emisoras de radio debido a su letra demasiado explícita. 
Para el inicio del verano de 1983 (30/05/83), Berlin apareció en uno de los tres días de conciertos del sur de California conocido como el “U.S. Festival”, junto con Missing Persons, David Bowie, The Pretenders, U2, Quarterflash, Stevie Nicks y varios otros artistas reconocidos.
En ese mismo año, dos nuevos sencillos los catapultan a la fama "The Metro" y "Masquerade" que juntos con el anterior hit formaron parte del LP “Pleasure Victim” (1982), con mucho su trabajo más exitoso. Esto motivó a que el sello Geffen Records adquiriera los derechos de la grabación y relanzara en 1983 el mismo álbum, concediéndole una mayor distribución.
En 1984 publican el LP “Love Life” que tuvo menos ventas que su anterior trabajo, pero de donde salieron dos temas importantes “No more words” (N° 23 en Billboard, su segunda mejor posición) y “Dancing in Berlin”. Curiosamente, en 1985 Geffen Records lanzó en Estados Unidos de nuevo "No more words" como lado B del hit de Madonna, "Crazy for You", tema del film "Vision Quest". A pesar de que fue parte de la película no se incluyó en el álbum respectivo. 
En 1986, fueron llamados de nuevo para formar parte de una banda sonora, con lo que pasaron al ámbito más comercial con su éxito "Take My Breath Away", (número 1 en decenas de países), tema más importante de la taquillera película “Top Gun”. En general, es una canción de amor que difiere mucho del estilo desenfadado de sus trabajos anteriores. Fue compuesta por el productor y escritor Giorgio Moroder, sin que participaran en su creación los miembros del grupo.
Berlin oficialmente se disolvió en 1987, en parte debido a la carencia de éxito de su álbum “Count three and pray” a pesar de incluir la referida balada, eclipsado en gran medida por el éxito de ventas de la banda sonora de "Top Gun". 
Circunstancialmente, coincidió con el marcado declive en la popularidad del estilo new wave, que afectó significativamente a todas las bandas y artistas ligados al género para esa época.
Nunn retuvo los derechos legales al uso del nombre del grupo después de discusiones judiciales con el miembro fundador de Berlin, John Crawford, recreándolo con una nueva alineación de músicos en 1999. La agrupación se conformó con Terri Nunn, Mitchell Sigman (teclista, anteriormente Dave Schulz), Carlton Bost (guitarrista) y Chris Olivas (baterista), bajo un concepto musical más contemporáneo de rock industrial y música electrónica. 
En ese mismo lapso, retornaron a giras de conciertos y lanzaron dos EP: "Fall Into Heaven", "Fall Into Heaven 2" y el primer álbum en vivo de Berlin, "Sacred and Profane", en 2000. En el período 2000-2001 Berlin contribuyó a varios álbumes de tributo de artista, entre ellos Marilyn Manson, Madonna y Blondie. 
En 2002, con la nueva alineación del grupo se lanzó al mercado su disco llamado "Voyeur" (el quinto en su discografía y el primero en más de quince años), que contiene los sencillos "Blink of an Eye" y "With a Touch" lanzado al año siguiente, los cuales no ingresaron en listas. 
En 2004, la versión clásica de Berlín apareció en el show de VH1, llamado "Bands Reunited" ("Bandas Reunidas") donde todos los miembros (con excepción de Rob Brill, debido a que participó el baterista original Rod Learned) acordaron reunirse no solo como amigos, sino como una banda. Ellos tocaron en un show en The Roxy, en California, ante una multitud con entradas agotadas. Sin embargo, la reunión posteriormente no llenó todas las expectativas.
A este hecho le siguió el álbum de estudio "4Play" (octubre de 2005) que contiene la versión interpretada en "Bands Reunited" de "No More Words" y luego la gira "Terri Nunn featuring Berlin at the House of Blues Live" (2009), espectáculo con el cual se han presentado en varias ciudades de Estados Unidos.
En diciembre de 2009, es publicado el concierto "Terri Nunn & Berlin: All The Way In" en formato de DVD y CD, y contiene dos canciones nuevas que se terminaron formando parte del álbum Animal.
En julio de 2013, se anunció que el 17 de septiembre se lanzaría un nuevo álbum llamado Animal , del cual también se publicaría un sencillo "It's The Way".
En una entrevista del 9 de agosto de 2016 con The Washington Times ,Nunn anunció que los miembros originales (Crawford, Nunn y Diamond) habían estado escribiendo material nuevo y planeando una gira y un nuevo álbum para 2017.
En el 80s Cruise 2018, Ric Olsen, David Diamond y John Crawford actuaron con la versión de Berlín encabezada por Nunn. En lugar de reemplazar a cualquiera de los miembros existentes, Diamond y Crawford se fusionaron con la actual encarnación de Berlin de Nunn para formar una alineación de seis personas. Interpretaron dos nuevas canciones de su próximo álbum. En broma anunciaron que el título del álbum sería Woke , una sugerencia del VJ Mark Goodman durante una sesión de preguntas y respuestas en el crucero, y que el álbum se lanzaría en julio de 2018. Aunque no se ha determinado un nombre oficial, el lanzamiento del nuevo álbum se programó para finales de ese año.
En mayo de 2019, Terri Nunn anunció que ella y los cofundadores John Crawford y David Diamond se reunirían para un nuevo álbum, Transcendance , que se lanzó el 2 de agosto de 2019.
El 27 de noviembre de 2020, Berlín lanzó su noveno álbum, Strings Attached , que incluye regrabaciones de canciones anteriores respaldadas por una orquesta completa.

## Discografía

### Álbumes de estudio
- 1980 Information
- 1982 Pleasure Victim
- 1984 Love Life
- 1986 Count Three & Pray
- 2002 Voyeur
- 2005 4Play
- 2013 Animal
- 2019 Trascendance
- 2020 Strings Attached

### Recopilaciones
- 1987 Dancing In Berlin
- 1988 Best Of Berlin 1979-1988
- 1997 Master Series
- 1999 Fall Into Heaven (EP)
- 1999 Fall Into Heaven 2 (EP)
- 2000 Greatest Hits Remixed

### Conciertos
- 2000 LIVE: Sacred & Profane
- 2009 Terri Nunn featuring Berlin at the House of Blues Live
- 2009 Terri Nunn & Berlin: All The Way In

### Sencillos
De Information:
- "A Matter of Time" (1980)
- "Fascination" (1980)

De Pleasure Victim:
- "Tell Me Why" (1981)
- "Sex (I'm A...)" (1982)
- "The Metro" (1983
- "Masquerade" (1983)

De Love Life:
- "No More Words" (1984)
- "Now It's My Turn" (1984)
- "Dancing In Berlin" (1984)
- "Touch" (1985)

De Count Three and Pray:
- "Take My Breath Away" (1986)
- "Like Flames" (1986)
- "You Don't Know" (1986)
- "Pink and Velvet" (1986)

De Voyeur:
- "Blink of an Eye" (2002)
- "With a Touch" (2003)

En el Reino Unido, "Take My Breath Away" fue relanzada dos veces: en 1988, con posición máxima en listas #52, y en 1990, con posición máxima #3.
"No More Words" fue también incluida como un lado B del número 1 de Madonna de 1985, "Crazy for You". Ambas canciones fueron parte de la banda sonora del film "Vision Quest". Sin embargo, "No More Words" no se incluyó en el respectivo álbum.

## Miembros

### Berlin
- Terri Nunn - Voz principal y coros (1979-1987, 1999-presente)
- John Crawford - bajo (ocasional) y sintetizadores (1979-1987, 1999-presente)
- David Diamond - Sintetizadores y guitarras. (1979-1987, 1999-presente)
- Ric Olsen - Guitarras (1979-1987)
- Matt Reid - Sintetizadores (1979-1987)
- Rod Learned- Batería (1979-1982)
- Rob Brill - Batería (1982-1987)
- Chris Olivas - Batería (1999- presente)

### Curiosidades
En estudio y en vivo hubo varios bajistas pero no están acreditados